# أناتولي جوكوف
أناتولي جوكوف هو لاعب كرة قدم بيلاروسي في مركز الدفاع، ولد في 13 يونيو 1991 في Zacań ‏ في بيلاروس. لعب مع نادي مينسك ونادي نافتان نوفوبولوتسك.

## وصلات خارجية
- أناتولي جوكوف على موقع قاعدة بيانات كرة القدم.إي يو (الإنجليزية)
- أناتولي جوكوف على موقع Soccerway.com (الإنجليزية)